# Maryna Prokofjewa
Maryna Serhijiwna Prokofjewa (ukr. Марина Сергіївна Прокофьєва, ur. 4 lutego 1982) – ukraińska judoczka. Trzykrotna olimpijka. Zajęła trzynaste miejsce w Sydney 2000 i Pekinie 2008; piąte w Atenach 2004. Walczyła w wadze ciężkiej.
Siódma na mistrzostwach świata w 2009; uczestniczka zawodów w 1999, 2001, 2003, 2005, 2007, 2010 i 2011. Startowała w Pucharze Świata w latach 1998-2004 i 2006-2012. Złota i srebrna medalistka mistrzostw Europy w 2004 i brązowa w 2005; piąta w 2006 i 2007. Trzecia na uniwersjadzie w 2001, a także akademickch MŚ w 2006 roku.

## Letnie Igrzyska Olimpijskie 2000
| Konkurencja | Eliminacje            | Repasaże           | Klas. końcowa |
| Konkurencja | Przeciwnik I          | Przeciwnik I       | Miejsce       |
| ----------- | --------------------- | ------------------ | ------------- |
| +78 kg      | Sandra Köppen (GER) P | Heba Hefny (EGY) P | 13.           |

## Letnie Igrzyska Olimpijskie 2004
| Konkurencja | Eliminacje                       | Eliminacje           | Repasaże               | Repasaże             | Finały             | Klas. końcowa |
| Konkurencja | Przeciwnik I                     | Przeciwnik II        | Przeciwnik I           | Przeciwnik II        | o 3 miejsce        | Miejsce       |
| ----------- | -------------------------------- | -------------------- | ---------------------- | -------------------- | ------------------ | ------------- |
| +78 kg      | Erdene-Ocziryn Dolgormaa (MGL) Z | Maki Tsukada (JPN) P | Jessica Malone (AUS) Z | Choi Sook-ie (KOR) Z | Sun Fuming (CHN) P | 5.            |

## Letnie Igrzyska Olimpijskie 2008
| Konkurencja | Eliminacje       | Repasaże                  | Klas. końcowa |
| Konkurencja | Przeciwnik I     | Przeciwnik I              | Miejsce       |
| ----------- | ---------------- | ------------------------- | ------------- |
| +78 kg      | Tong Wen (CHN) P | Tea Donguzaszwili (RUS) P | 13.           |